# Vecinos (Salamanca)
Vecinos es un municipio y localidad española de la provincia de Salamanca, en la comunidad autónoma de Castilla y León. Se integra dentro de la comarca del Campo de Salamanca (Campo Charro). Pertenece al partido judicial de Salamanca.
Su término municipal está formado por las localidades de Carneruelo, Casasola del Campo, Corbacera, Galleguillos, La Torre, La Torrita, Olmedilla, Sanchiricones y Vecinos, ocupa una superficie total de 45,06 km² y según los datos demográficos recogidos en el padrón municipal elaborado por el INE en 2024, cuenta con una población de 219 habitantes (133 hombres y 131 mujeres).

## Historia

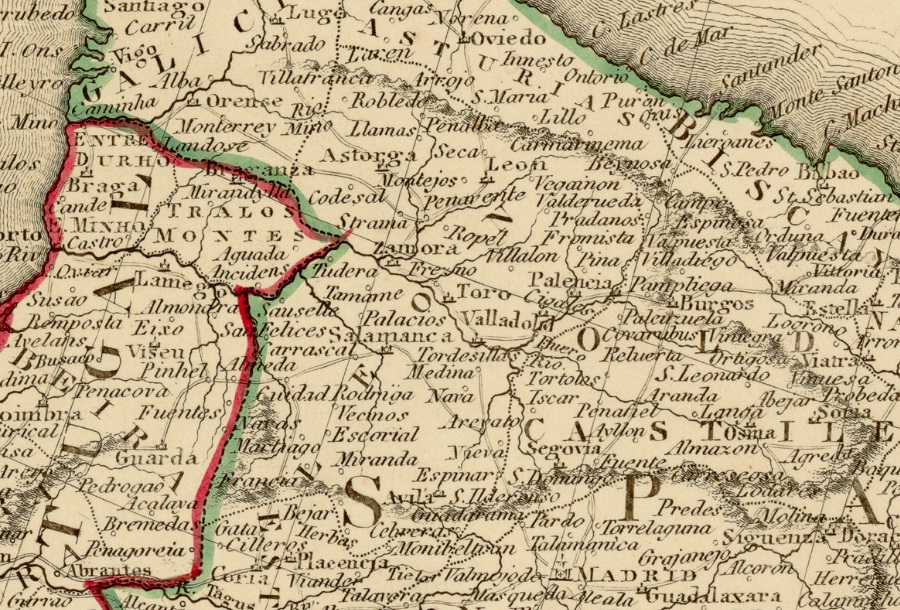
Detalle del mapa Part of Europe, publicado en 1841 por W. H. Lizars, en el que se puede observar Vecinos

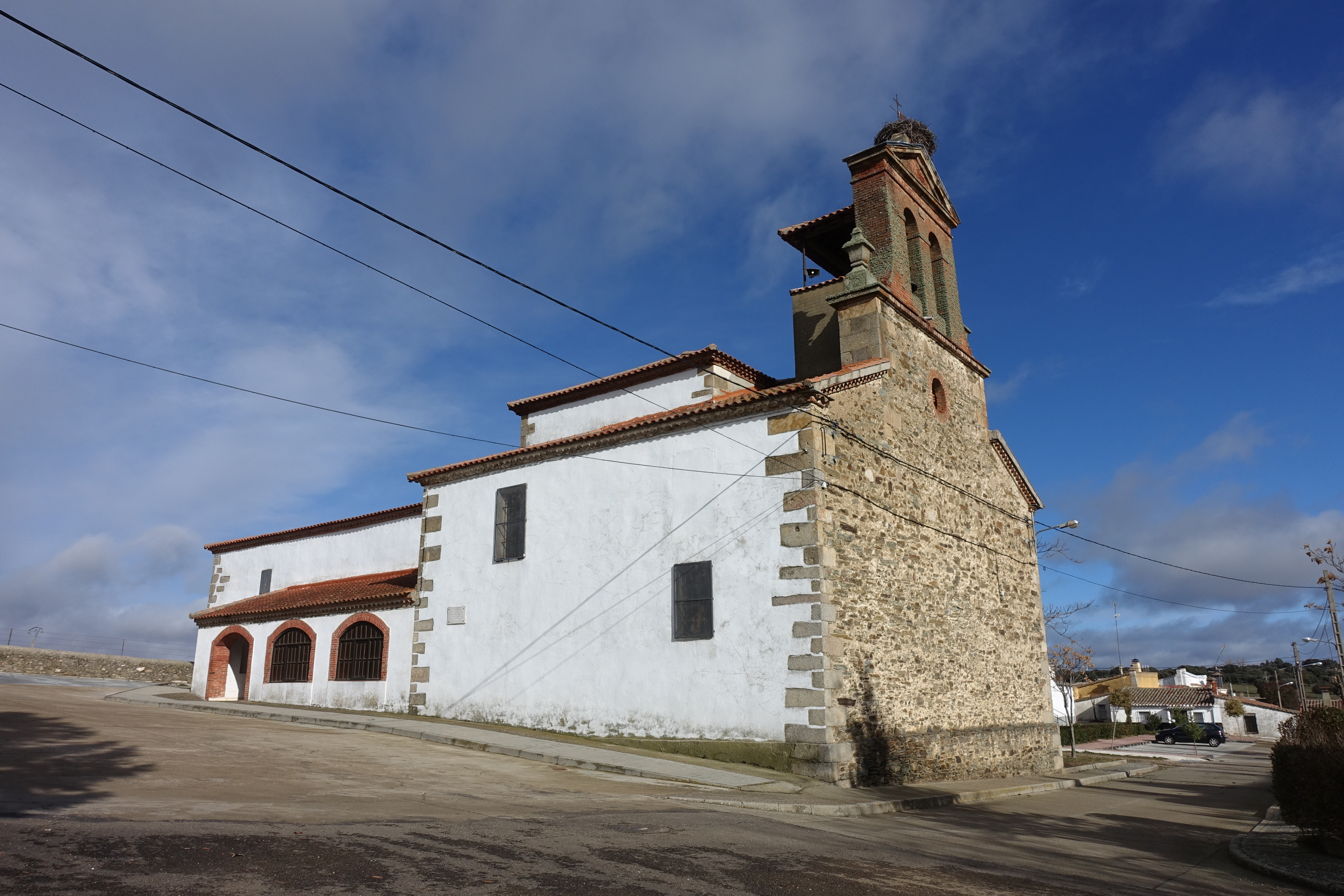
Iglesia de San Juan Bautista

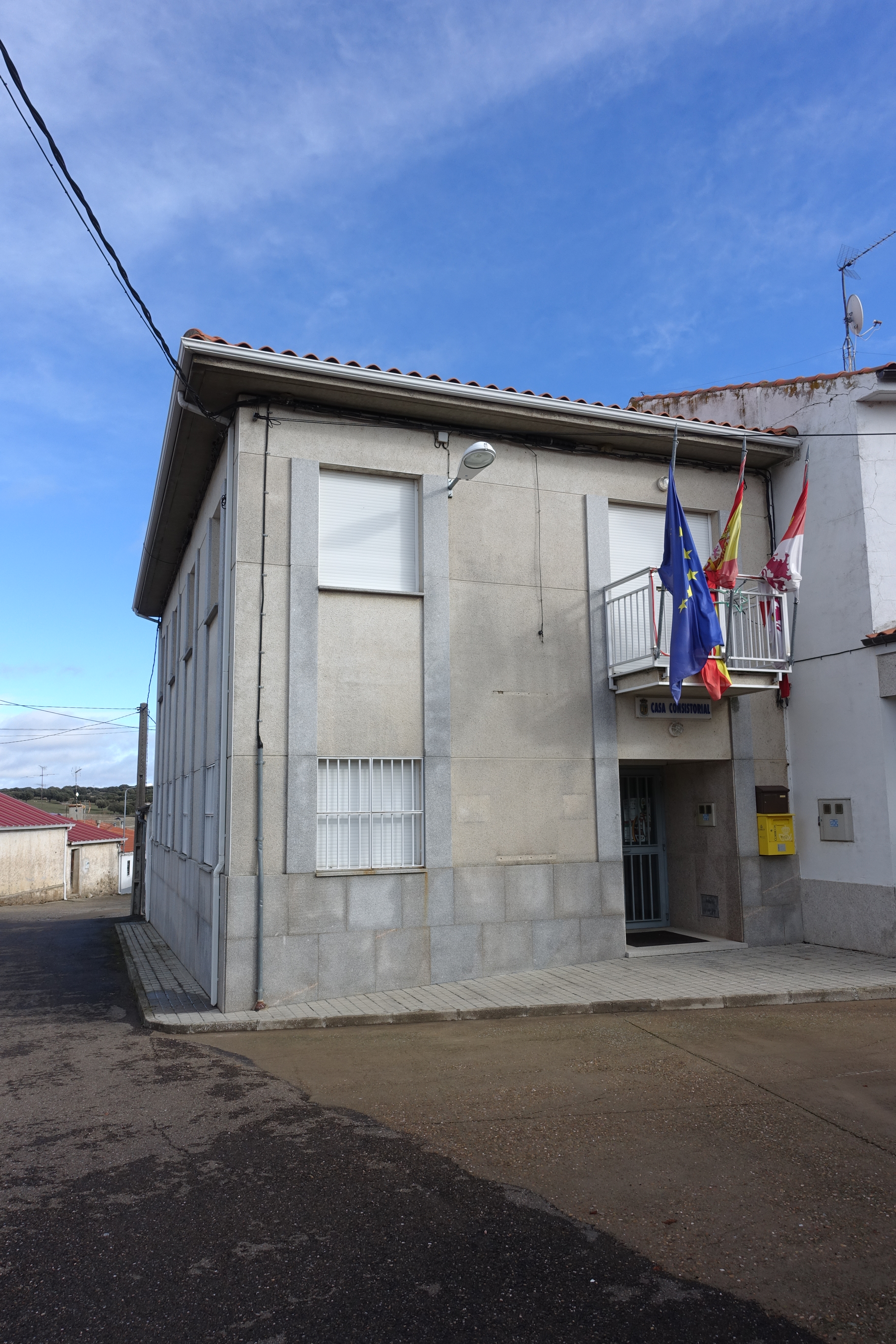
Casa consistorial

Su fundación se remonta a la repoblación efectuada por los reyes de León en la Edad Media, quedando integrado en el cuarto de Corvacera de la jurisdicción de Salamanca, dentro del Reino de León, denominándose entonces Malos Vezinos. En cuanto a las pedanías del municipio en el siglo XIII existían las siguientes también en el cuarto de Corvacera: Corvagera (Corbacera), Casasola (Casasola del Campo), Sanchinicones (Sanchiricones), Olmedilla. Con la creación de las actuales provincias en 1833, Vecinos quedó encuadrado en la provincia de Salamanca, dentro de la Región Leonesa.

## Geografía humana

### Demografía
Cuenta con una población de 219 habitantes (INE 2024).
| Gráfica de evolución demográfica de Vecinos entre 1842 y 2021                                                         |
| |
| Población de derecho según los censos de población del INE. Población de hecho según los censos de población del INE. |

### Núcleos de población
El municipio se divide en varios núcleos de población, que poseían la siguiente población en 2017 según el INE.
| Núcleo de población | Población |
| ------------------- | --------- |
| Vecinos             | 235       |
| Galleguillos        | 11        |
| Corbacera           | 7         |
| Casasola del Campo  | 4         |
| Olmedilla           | 2         |
| Sanchiricones       | 1         |
| La Torrita          | 1         |
| Carneruelo          | 0         |
| La Torre            | 0         |

## Administración y política
En el año 2023, fruto de la despoblación, Vecinos perdió 2 concejales, y la elección de los mismos pasó a ser mediante listas abiertas. 
| Partido político                              | 2023  | 2023  | 2023       | 2019  | 2019  | 2019       | 2015  | 2015  | 2015       | 2011  | 2011  | 2011       | 2007  | 2007  | 2007       | 2003  | 2003  | 2003       |
| Partido político                              | %     | Votos | Concejales | %     | Votos | Concejales | %     | Votos | Concejales | %     | Votos | Concejales | %     | Votos | Concejales | %     | Votos | Concejales |
| Partido Popular (PP)                          | 55,39 | 89    | 5          | 59,59 | 115   | 5          | 49,49 | 98    | 4          | 52,84 | 121   | 4          | 53,25 | 131   | 4          | 55,65 | 128   | 5          |
| Partido Socialista Obrero Español (PSOE)      | 15,83 | 25    | 0          | 21,76 | 42    | 1          | 16,67 | 33    | 1          | 30,13 | 69    | 2          | 44,72 | 110   | 3          | 21,30 | 49    | 1          |
| Ciudadanos (Cs)                               | 12,21 | 19    | 0          | 18,13 | 35    | 1          | 31,31 | 62    | 2          | —     | —     | —          | —     | —     | —          | —     | —     | —          |
| Coalición SI por Salamanca (SI)               | —     | —     | —          | —     | —     | —          | —     | —     | —          | 15,72 | 36    | 1          | —     | —     | —          | —     | —     | —          |
| Unidad Regionalista de Castilla y León (URCL) | —     | —     | —          | —     | —     | —          | —     | —     | —          | —     | —     | —          | —     | —     | —          | 20,00 | 46    | 1          |